# Comuna Tunari, Ilfov
Tunari (în trecut, Tunari-Dimieni) este o comună în județul Ilfov, Muntenia, România, formată din satele Dimieni și Tunari (reședința).

## Așezare
Comuna se află în centrul județului, la nord de București și la est de Otopeni, pe malurile râului Pasărea care izvorăște din apropierea comunei, de lângă aeroportul Henri Coandă. Prin comună trece șoseaua județeană DJ100, care o leagă spre vest de Otopeni (unde se termină în DN1) și spre est de Ștefăneștii de Jos, Afumați (unde se intersectează cu DN2), Găneasa, Brănești (unde se intersectează cu DN3) și mai departe în județul Călărași de Fundeni. La Tunari, acest drum se intersectează cu șoseaua județeană DJ200B, care o leagă spre nord de Balotești (unde se termină în DN1) și spre sud de Voluntari și București (zona Pipera). Pe la limita de sud a comunei trece șoseaua de centură a Bucureștiului, cu care se intersectează DJ200B.
Pe la limita nordică a comunei trece calea ferată București–Urziceni, pe care comuna nu este deservită de nicio stație, cele mai apropiate fiind Balotești și Căciulați.
Comuna Tunari detine o suprafata de 2.981 ha teren agricol din care 2.423 ha teren arabil. Suprafata totala a intravilanului comunei este de 558 ha.

## Demografie
Componența etnică a comunei Tunari
     Români (80,9%)
     Romi (2,56%)
     Alte etnii (1,41%)
     Necunoscută (15,13%)
Componența confesională a comunei Tunari
     Ortodocși (77,51%)
     Romano-catolici (1,33%)
     Alte religii (4,35%)
     Necunoscută (16,81%)
Conform recensământului efectuat în 2021, populația comunei Tunari se ridică la 9.617 locuitori, în creștere față de recensământul anterior din 2011, când fuseseră înregistrați 5.336 de locuitori. Majoritatea locuitorilor sunt români (80,9%), cu o minoritate de romi (2,56%), iar pentru 15,13% nu se cunoaște apartenența etnică. Din punct de vedere confesional, majoritatea locuitorilor sunt ortodocși (77,51%), cu o minoritate de romano-catolici (1,33%), iar pentru 16,81% nu se cunoaște apartenența confesională.

## Politică și administrație
Comuna Tunari este administrată de un primar și un consiliu local compus din 15 consilieri. Primarul, Cristian Niculae[*], de la Partidul Social Democrat, este în funcție din octombrie 2020. Începând cu alegerile locale din 2024, consiliul local are următoarea componență pe partide politice:
|  | Partid                          | Consilieri | Componența Consiliului | Componența Consiliului | Componența Consiliului | Componența Consiliului | Componența Consiliului | Componența Consiliului | Componența Consiliului | Componența Consiliului | Componența Consiliului | Componența Consiliului | Componența Consiliului |
|  | ------------------------------- | ---------- | ---------------------- | ---------------------- | ---------------------- | ---------------------- | ---------------------- | ---------------------- | ---------------------- | ---------------------- | ---------------------- | ---------------------- | ---------------------- |
|  | Partidul Social Democrat        | 11         |                        |                        |                        |                        |                        |                        |                        |                        |                        |                        |                        |
|  | Alianța Dreapta Unită           | 2          |                        |                        |                        |                        |                        |                        |                        |                        |                        |                        |                        |
|  | Partidul Național Liberal       | 1          |                        |                        |                        |                        |                        |                        |                        |                        |                        |                        |                        |
|  | Alianța pentru Unirea Românilor | 1          |                        |                        |                        |                        |                        |                        |                        |                        |                        |                        |                        |

## Istorie
Potrivit unei legende locale, pastrata din generatie in generatie, localitatea si-a luat numele de la o veche fabrica de tunuri de ciresari, construita nu departe de soseaua de Centura a capitale
La sfârșitul secolului al XIX-lea, comuna purta numele de Tunari-Dimieni, făcea parte din plasa Dâmbovița a județului Ilfov și era formată, ca și astăzi, din satele Tunari și Dimieni, cu o populație totală de 1638 de locuitori, ce trăiau în 371 de case. În comună funcționau o școală mixtă, o moară cu aburi, două mașini de treierat și 3 biserici (2 în Tunari și una în Dimieni). În 1925, comuna avea aceeași compoziție și făcea parte din plasa Băneasa a aceluiași județ, având 2416 locuitori.
În 1950, comuna a fost inclusă în raionul 1 Mai al orașului republican București, din care a făcut parte până în 1968, când a trecut din nou la județul Ilfov și a luat numele actual de Tunari. În 1981, comuna a fost arondată Sectorului Agricol Ilfov din subordinea municipiului București, sector devenit în 1997 județul Ilfov.

## Monumente istorice
Nouă obiective din comuna Tunari sunt incluse în lista monumentelor istorice din județul Ilfov ca monumente de interes local. Cinci dintre ele sunt situri arheologice — situl arheologic din colțul nord-estic al aeroportului Henri Coandă, aflat lângă Dimieni cuprinde o așezare daco-romană și o așezare cu necropolă de incinerație datând din secolele al II-lea–I î.e.n.; situl aflat la nord de același aeroport cuprinde așezări din epoca geto-dacică, Epoca Bronzului, precum și o așezare și o necropolă din secolul al XVII-lea; alte trei situri arheologice ample se află în zona satului Tunari.
Drept monumente de arhitectură sunt clasificate biserica „Sfântul Nicolae” a fostei curți boierești a postelnicului Constantin Cantacuzino din Tunari, ridicată în 1742 și reconstruită în 1890; precum și fortul 4 Tunari și bateria intermediară 4–5 Tunari, ambele parte a vechiului sistem de fortificații din jurul Bucureștiului. Monumentul eroilor din Primul Război Mondial de lângă primăria din satul Tunari constituie un monument de for public.

## Personalități născute aici
- George Băjenaru (n. 1938), scriitor emigrat în SUA;
- Ion Baciu (n. 1944), sportiv la lupte greco-romane.